# Andante spianato et Grande Polonaise brillante
La Grande Polonaise brillante pour piano, en mi bémol majeur, op. 22, précédée d’un Andante spianato en sol majeur a été composée par Frédéric Chopin entre 1830 et 1836. Elle a été publiée en 1836 et est dédiée à l’une de ses élèves, la baronne Sarah Frances d’Est.

## Composition et création
La Grande Polonaise brillante a été jouée pour la première fois par Chopin lui-même le 26 avril 1835 à Paris, dans la salle du conservatoire, lors d’un concert de François-Antoine Habeneck, soirée de clôture de la Société des concerts du Conservatoire. Fortement inspiré par l'esprit de l'opéra italien, cette composition s'éloigne de la traditionnelle polonaise. Elle revêt les accents héroïques, voire révolutionnaires, d'un peuple en lutte, celui de Chopin, à l'heure où l'insurrection polonaise vient d'éclater. Les deux mouvements se font le témoins de la double personnalité du compositeur, tour à tour rêveuse et passionnée.

## Andante spianato

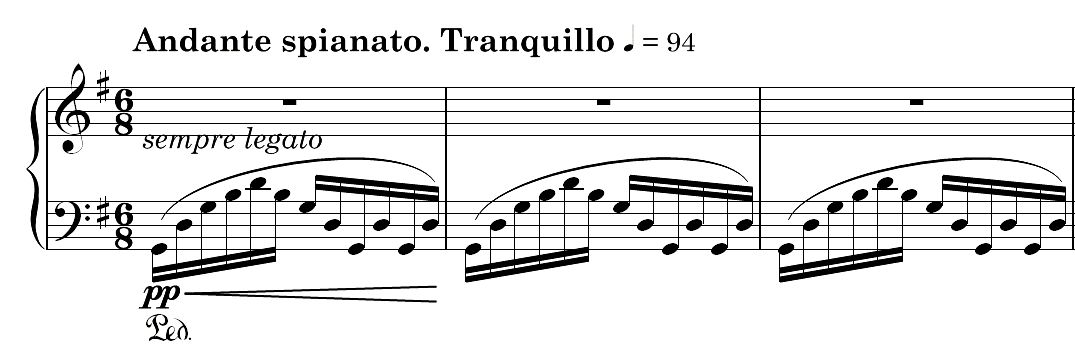
Premières mesures de lAndante spianato

Cette pièce est utilisée comme introduction du morceau La Soledad de Pink Martini (également reprise par Florent Pagny dans son album Baryton. Gracias a la vida.

## Grande Polonaise brillante

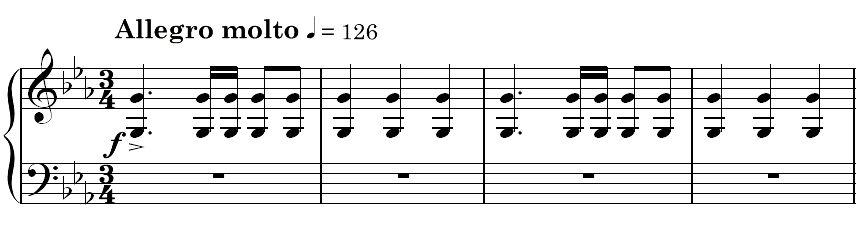
Premières mesures de la Grande Polonaise brillante (version pour piano solo)

Cette pièce est entendue dans le générique de fin du film Le Pianiste (2002).

## Discographie
- Chopin : Concerto n°2 pour piano et orchestre en fa mineur, Op. 21 ; Andante spianato et grande polonaise brillante pour piano et orchestre, Op. 22 ; Krakowiak, grand rondo de concert en fa majeur, Op. 14 - Orchestre de l'Opéra de Vienne, dir. Hans Swarowsky et Jean-Marie Auberson, piano Manahem Pressler ; Orchestre de la Résidence de La Haye, dir. Willem van Otterloo, piano Nikita Magaloff (CLA-CD 119 ; Les Genies du Classique)